# Esperanto-Wikipedia
Die Esperanto-Wikipedia wurde am 15. November 2001 von dem US-Amerikaner Chuck Smith als 11. Sprachversion der Online-Enzyklopädie ins Leben gerufen. Im Juni 2008 überschritt sie die Marke von 100.000, im August 2014 die von 200.000 Artikeln, und im Juli 2021 300.000. Im Februar 2024 waren es 350.000 Artikel. Damit gehört sie zu den eher größeren Wikipedias. Auf Esperanto heißt die Wikipedia Vikipedio.

## Internes und Besonderes
Wie bei anderen nichtnationalen oder auch bei den plurizentrischen Sprachen gibt es kein Land, auf das die Sprachversion besonderen Bezug hätte. Von den 186 registrierten Benutzern, die Esperanto mindestens auf Niveau eo-3 sprachen und auf der Benutzerseite ihre Muttersprache angegeben haben, nannten 38 (ein Fünftel) das Englische, 35 das Deutsche. Danach kamen Französisch, Niederländisch, Russisch und Spanisch (Stand: März 2008). Unter den registrierten Benutzern der Vikipedio haben zehn Esperanto als Muttersprache angegeben, 54 schätzten ihr Niveau als mit der Muttersprache vergleichbar ein (Stand März 2008).

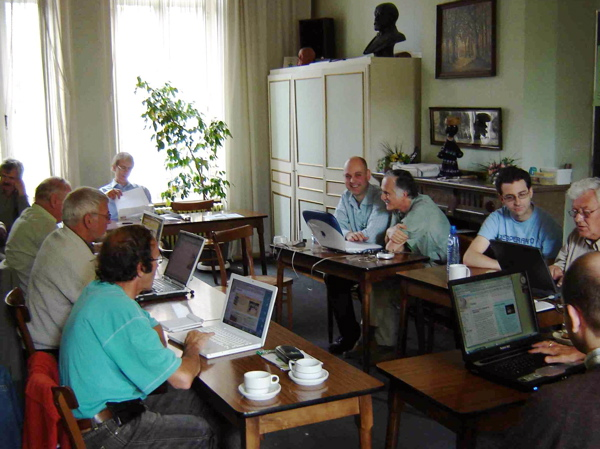
Wikipedia-Training auf einer Esperanto-Veranstaltung in Antwerpen, Mai 2007

Im Wikipedia-Code (des Quelltextes) der Esperanto-Wikipedia gilt die Besonderheit, dass die Buchstabenverbindungen cx, gx, hx, jx, sx und ux die Esperanto-Sonderzeichen ergeben (ĉ, ĝ usw.). Möchte man tatsächlich die Buchstabenverbindung schreiben, beispielsweise in Bordeaux, dann verdoppelt man das x: ux wird zu ŭ, uxx wird zu ux. Diese Sonderregelung bereitet zuweilen fremdsprachigen Benutzern, die etwa Interwiki-Arbeit betreiben, Probleme. Sie wurde seinerzeit von Brion Vibber installiert, einem Pionier der Esperanto-Wikipedia und später Cheftechniker der Wikimedia Foundation. Diese Eingabemethode gilt aber nur bei Verwendung des Wikitext-Editors. Im Visual Editor müssen die Sonderzeichen direkt über die Tastatur eingegeben werden.
Im Oktober 2006 gab es eine Kontroverse über eine Liste von Menschen, die Esperanto als Muttersprache haben. Manche haben es als Verstoß gegen das Persönlichkeitsrecht gesehen. Andere hingegen, wie der Slawistik-Professor Jouko Lindstedt, der eine Mailingliste zum Thema Esperanto als Muttersprache moderiert, wiesen darauf hin, dass Esperanto-Muttersprachlichkeit in der Sprachgemeinschaft kein Geheimnis sei. Er schätzte das Persönlichkeitsrecht allerdings im Zweifelsfall als höherstehend ein.

## Geschichte und Statistik

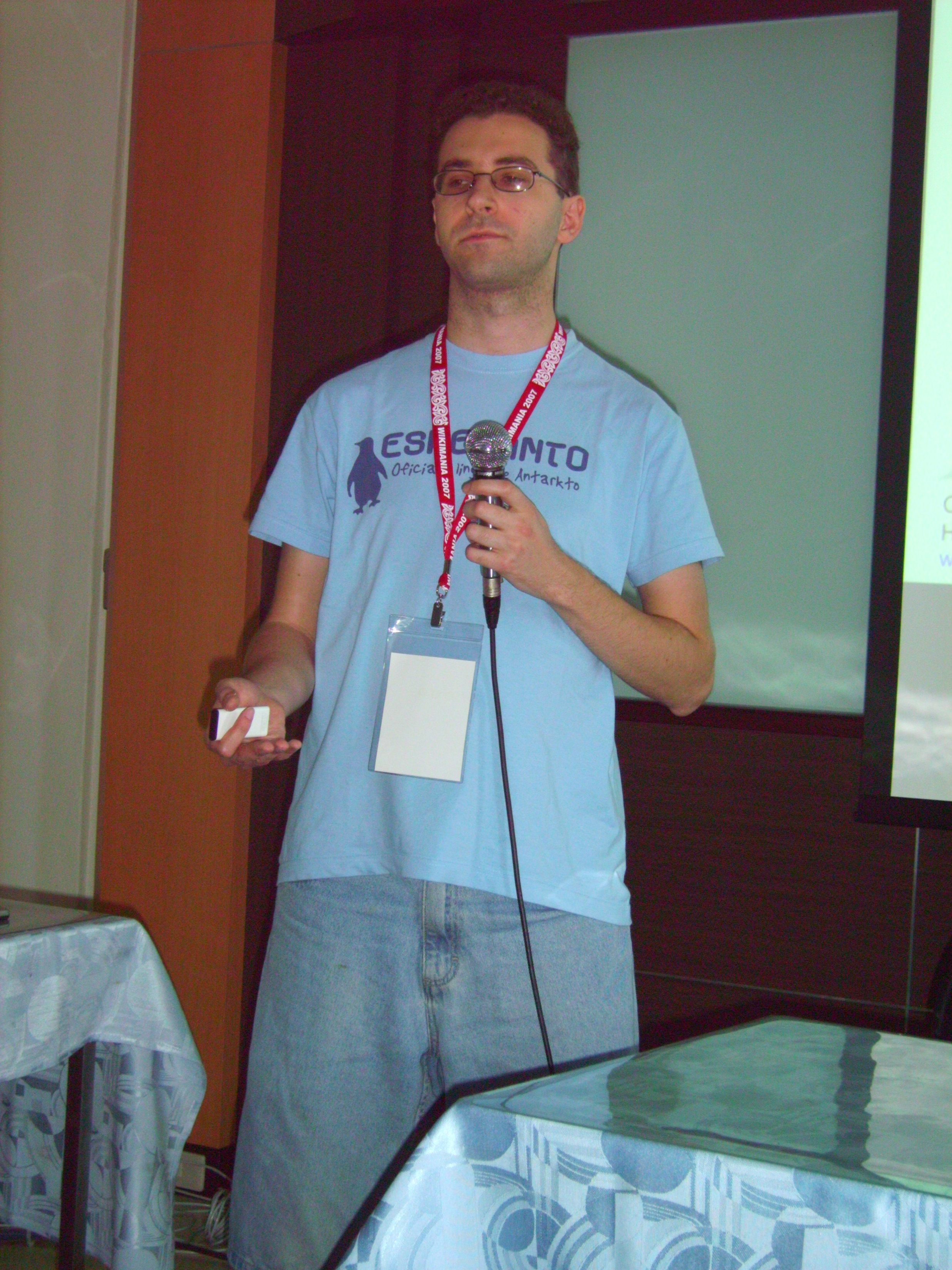
Vikipedio-Gründer Chuck Smith auf der Wikimania 2007

| Aufrufe der Esperanto-Wikipedia nach Ländern.                                                                          | Aufrufe der Esperanto-Wikipedia nach Ländern. | Aufrufe der Esperanto-Wikipedia nach Ländern. | Aufrufe der Esperanto-Wikipedia nach Ländern. | Aufrufe der Esperanto-Wikipedia nach Ländern. |
| --- | --------------------------------------------- | --------------------------------------------- | --------------------------------------------- | --------------------------------------------- |
| |                                               |                                               |                                               |                                               |
| Vereinigte Staaten | Vereinigte Staaten                            |                                               | 18,3 %                                        | 18,3 %                                        |
| Australien | Australien                                    |                                               | 8,5 %                                         | 8,5 %                                         |
| Frankreich | Frankreich                                    |                                               | 7,8 %                                         | 7,8 %                                         |
| Deutschland | Deutschland                                   |                                               | 7,2 %                                         | 7,2 %                                         |
| China | China                                         |                                               | 5,7 %                                         | 5,7 %                                         |
| Niederlande | Niederlande                                   |                                               | 5,4 %                                         | 5,4 %                                         |
| Spanien | Spanien                                       |                                               | 4,4 %                                         | 4,4 %                                         |
| Polen | Polen                                         |                                               | 3,9 %                                         | 3,9 %                                         |
| Italien | Italien                                       |                                               | 3,9 %                                         | 3,9 %                                         |
| Ungewiss | Ungewiss                                      |                                               | 3,1 %                                         | 3,1 %                                         |
| Brasilien | Brasilien                                     |                                               | 3,1 %                                         | 3,1 %                                         |
| Andere | Andere                                        |                                               | 28,7 %                                        | 28,7 %                                        |
| (Prozent der Aufrufe nach Ländern, 1. Dezember 2014 – 31. Dezember 2014. 0,005 % Aufrufe von der globalen Gesamtheit.) |                                               |                                               |                                               |                                               |

Am 11. Mai 2001 meldete ein Wikipedia-Mitarbeiter, dass er – zu der englischsprachigen – neun weitere Wikipedias hinzugefügt habe, nämlich auf Katalanisch, Chinesisch, Esperanto, Französisch, Deutsch, Hebräisch, Italienisch, Japanisch, Portugiesisch, Spanisch und Russisch.
Tatsächlich begonnen wurde mit dem Ausbau der Esperanto-Wikipedia am 15. November 2001, und zwar durch den amerikanischen Informatiker Chuck Smith mit zwei Mitstreitern. Verwenden konnte er dazu 173 Artikel der Enciklopdio Kalblanda von Stefano Kalb. Ein Jahr nach der Gründung gab es insgesamt 51 vikipediistoj (Wikipedianer), zwanzig davon „sehr aktiv“ (mehr als 100 Änderungen im Monat). Zusammen wurden 4.200 Artikel erarbeitet. Die Entwicklung war ziemlich kontinuierlich.
Während des Jahres 2007 kamen monatlich im Durchschnitt zwölf Wikipedianer neu hinzu (2006: 20). Im Januar 2008 zählte die Statistik insgesamt 860 Wikipedianer, davon 41 sehr aktive, die insgesamt etwa 94.000 Artikel produziert hatten.
Mitte Januar 2011 waren auf der Esperanto-Wikipedia über 139.800 Artikel abrufbar, im August 2014 waren es über 200.000 Artikel. Im Jahre 2022 wurde der 300.000ste Artikel erstellt, im Februar 2024 der 350.000ste.

## Bedeutung für den Sprachraum
Die beiden wichtigsten enzyklopädischen Werke auf Esperanto sind die Enciklopedio de Esperanto (ein Fachwörterbuch, 1934) und Esperanto en perspektivo (ein Handbuch, 1974). Sie beschäftigen sich mit der Sprache Esperanto und ihrer Sprachgemeinschaft. Über sonstige Themen handeln zahlreiche Zeitschriften von Esperanto-Fachverbänden und auch die Scienca Revuo, ohne dass es zu einer Enzyklopädie gekommen wäre. So gesehen ist die Vikipedio die erste eigentliche Enzyklopädie auf Esperanto.

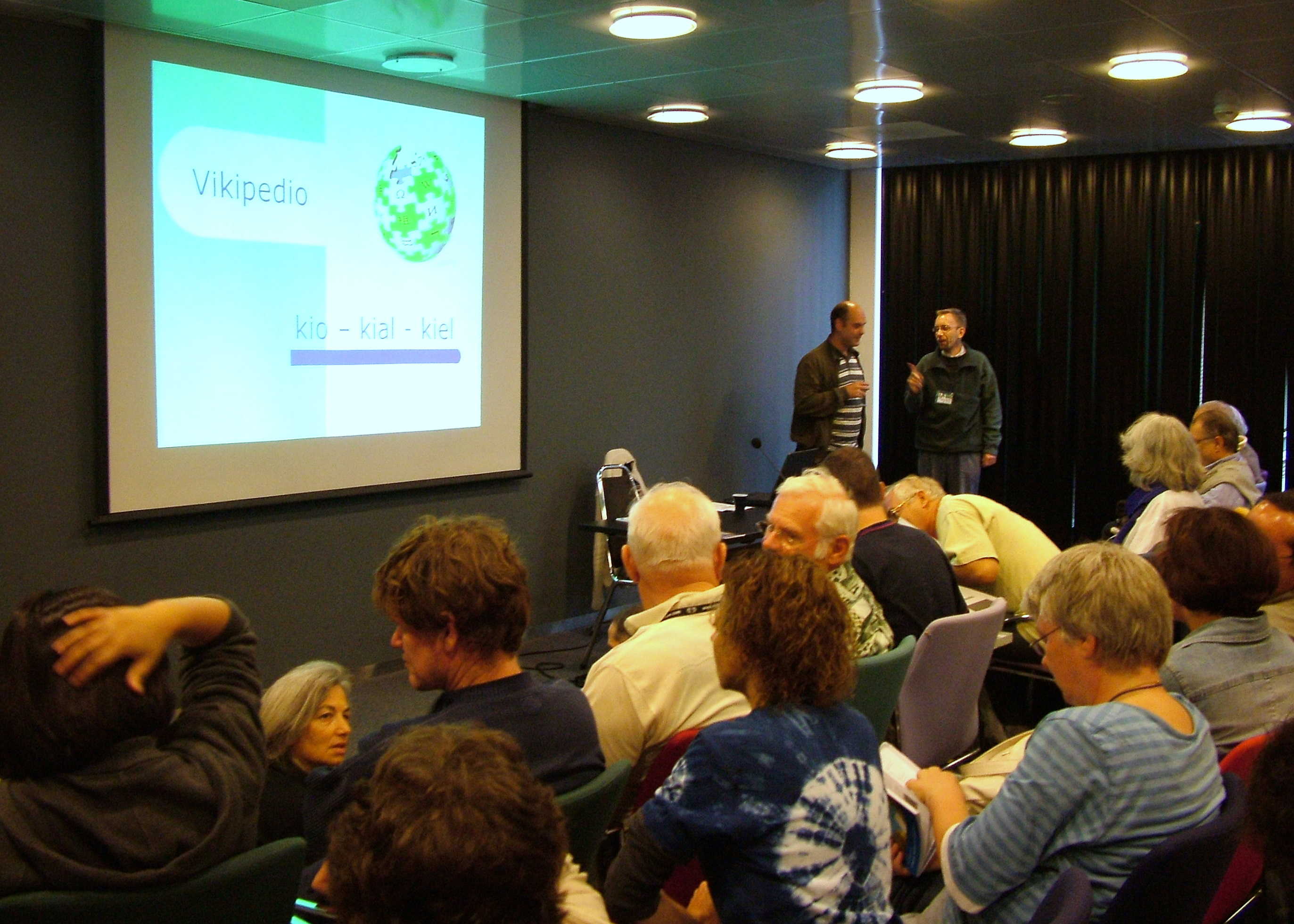
Wikipedia-Sitzung auf dem Esperanto-Weltkongress, Rotterdam 2008

Eine wichtige Textspende für die Vikipedio ist die Enciklopedio de Esperanto. Einige Buchautoren haben erlaubt, unter Herkunftsangabe ihr Übersichtswerk über Esperanto zu verwenden, genauso wie das in Antwerpen erscheinende politisch-gesellschaftliche Magazin Monato.
Der Esperanto-Weltbund ist selbst nicht an den Arbeiten zur Vikipedio beteiligt, stellt aber auf seinen Veranstaltungen Räumlichkeiten für Wikipedia-Treffen und -Kurse zur Verfügung. Die Esperanto-Presse berichtet des Öfteren, beispielsweise Libera Folio oder Kontakto. Mindestens zwei Mitglieder der Esperanto-Akademie sind Wikipedianer, neben Gerrit Berveling auch Bertil Wennergren, der Direktor der Sektion Lexik.